# 宇宙検閲官仮説
宇宙検閲官仮説（うちゅうけんえつかんかせつ）または、宇宙検閲仮説（うちゅうけんえつかせつ、cosmic censorship hypothesis）とは、一般相対性理論研究に登場する概念で、時空に裸の特異点が自然に発生することはないだろう、というロジャー・ペンローズが提唱した予想である。

## 概要
アインシュタイン方程式の解には、特異点定理により一般に特異点が生じることが知られているが、それらの特異点の多くは事象の地平面の内側にあるので、外側の世界とは隔離され、物理法則を考える上では問題がない。しかし、電荷を持つブラックホール解や、ワイル解やトミマツ・サトウ解などで事象の地平面で囲まれない特異点が存在することが知られており、「裸の特異点」と呼ばれている。
裸の特異点が自然界に存在すると、その特異点より過去の事象は物理法則で予測不可能になってしまう。そこで、裸の特異点はあたかも何者かが検閲して禁ずるがごとく、何らかの物理法則で禁止されるであろう、という仮説が立てられるに至った。
1969年にロジャー・ペンローズが提唱した時点では、明確なステートメントとして与えたものではなかった。むしろ、明確なステートメントは何かを探すのが研究目的だったともいえる。
弱い宇宙検閲官仮説 (weak cosmic censorship hypothesis)
「宇宙にはビッグバンの初期特異点以外の裸の特異点は存在しない」とする仮説。
強い宇宙検閲官仮説 (strong cosmic censorship hypothesis)
「時空に存在・形成するいかなる特異点も事象の地平面に隠される」とする仮説。
宇宙検閲官仮説を認めるならば、ブラックホール唯一性定理 と ブラックホール脱毛定理 により、自然界に存在する定常ブラックホールは、カー・ニューマン解に限られる。

## 5次元宇宙における破れ
2016年、コンピュータシミュレーションにより5次元の場合では漸近的に平坦な時空でも環状ブラックホールに摂動を加えると裸の特異点が生じることが示された。これは、高次元の宇宙では弱い宇宙検閲官仮説が破れていることを意味している。

## 文献
- 真貝寿明「宇宙検閲官仮説」（講談社）